# 李振權 (音樂人)
李振權（Jim Lee），粵語及華語流行音樂製作人，曾製作Beyond、陳奕迅、張惠妹、陶喆、陳慧嫻、林憶蓮、李玟、周華健、王力宏、莫文蔚、杜德偉、張信哲等歌手的專輯，與王力宏憑《公轉自轉》專輯共同獲得第10屆金曲獎最佳唱片製作人獎，為陳奕迅製作的《不想放手》專輯獲得第20屆金曲獎最佳國語專輯獎 。

## 經歷
李振權十歲時移居美國，大學畢業後返回香港，在1982年與安格斯、趙偉健和趙潤勤合作開設「法安利製作公司」，製作的首張音樂作品為《少女雜誌》。
在1999年成立個人製作公司「主動音樂」，除了為其他歌手製作作品外，也陸續簽下Adrian Fu符致逸、蔣卓嘉等藝人。